# Marine Corps Air Station Miramar
Base aéronavale de Miramar
La Marine Corps Air Station Miramar (MCAS Miramar ; Code AITA : NKX, code OACI : KNKX), anciennement Naval Air Station Miramar, est une base aérienne des United States Marine Corps située à Miramar, dans le nord de San Diego, en Californie, aux États-Unis.

## Historique
La base appartenant à l'origine à l'US Navy y a accueilli divers escadrons aériens du Carrier Air Wing Reserve Thirty entre 1970 et 1994. Elle est transférée au Corps des Marines en 1996.
La 3rd Marine Aircraft Wing, appartenant à la I Marine Expeditionary Force, y est basée. Auparavant, elle accueillait aussi l'United States Navy Fighter Weapons School (« Top Gun ») de 1969 a 1996 et doit une partie de sa réputation au film Top Gun (1986).
L'aérodrome est nommé Mitscher Field d'après l'amiral Marc Mitscher qui était le commandant de la Task Force 58 lors de la Seconde Guerre mondiale.
Depuis 2012, une centrale au méthane utilisant les déchets de la décharge de la ville - terrain de l'US Navy loué à la mairie depuis les années 1950 - alimente en électricité la base. L'approvisionnement en gaz méthane, combiné à l'énergie solaire, à une usine de diesel et de gaz naturel et à un stockage par batterie, permet, en 2021, à la base d'être autonome pendant trois semaines en cas de besoin.

## Les unités présentes

### United States Navy
Navy Personnel Command :
- Naval Consolidated Brig Miramar

### United States Marine Corps
Marine Corps Installations – West
- Headquarters and Headquarters Squadron – UC-12W Huron et UC-35D Citation

1st Marine Logistics Group :
- Combat Logistics Regiment 15 (CLR-15)
  - Combat Logistics Company 11 (CLC-11)

3rd Marine Aircraft Wing :
- Marine Wing Headquarters Squadron 3 :
- Marine Air Control Group 38
  - Marine Tactical Air Command Squadron 38
  - Marine Wing Communications Squadron 38
- Marine Aircraft Group 11 :
  - Marine Aerial Refueller Squadron 352 (VMGR-352) – KC-130J Hercules
  - Marine Aviation Logistics Squadron 11 (MALS-11)
  - Marine Fighter Attack Squadron 232 (VMFA-232) – F/A-18C Hornet
  - Marine Fighter Attack Squadron 314 (VMFA-314) – F-35C Lightning II
  - Marine Fighter Attack Squadron 323 (VMFA-323) – F/A-18C Hornet
  - Marine Fighter Attack Training Squadron 101 (VMFAT-101) – F/A18C/D Hornet and T-34C Turbo Mentor
- Marine Aircraft Group 16 :
  - Marine Aviation Logistics Squadron 16 (MALS-16)
  - Marine Heavy Helicopter Squadron 361 (HMH-361) – CH-53E Super Stallion
  - Marine Heavy Helicopter Squadron 462 (HMH-462) – CH-53E Super Stallion
  - Marine Heavy Helicopter Squadron 465 (HMH-465) – CH-53E Super Stallion
  - Marine Heavy Helicopter Squadron 466 (HMH-466) – CH-53E Super Stallion
  - Marine Medium Tilt-Rotor Squadron 161 (VMM-161) – MV-22B Osprey
  - Marine Medium Tilt-Rotor Squadron 163 (VMM-163) – MV-22B Osprey
  - Marine Medium Tilt-Rotor Squadron 165 (VMM-165) – MV-22B Osprey
  - Marine Medium Tilt-Rotor Squadron 166 (VMM-166) – MV-22B Osprey
  - Marine Medium Tilt-Rotor Squadron 362 (VMM-362) – MV-22B Osprey
  - Marine Medium Tilt-Rotor Squadron 764 (VMM-764) – MV-22B Osprey
- Marine Wing Support Group 37 :
  - Marine Wing Support Squadron 373 (MWSS-373)